# Biblijny Kościół Baptystyczny na Malcie
Biblijny Kościół Baptystyczny Malty — zbór baptystyczny prowadzący działalność na Malcie, jeden z nielicznych kościołów protestanckich w tym kraju.

## Historia
Działalność kościoła została zapoczątkowana na Malcie w 1985 roku, gdy przybyło na wyspę małżeństwo Josefa i Jenny Mifsud celem założenia zboru.
Przez pierwsze lata kościół spotykał się w wynajmowanych pomieszczeniach. W roku 1993 dzięki pomocy amerykańskich baptystów zakupiono działkę w Gżirze. Dziewięć miesięcy później – 14 kwietnia 1994 roku odbyło się nabożeństwo inauguracyjne w nowej kaplicy.
Obecnie kościół jest jednym z nielicznych zborów protestanckich na Malcie. Nie posiada związków z Europejską Federacją Baptystyczną, której członkiem jest drugi z maltańskich zborów baptystycznych.
Kościół prowadzi nabożeństwa w niedzielne poranki, szkółkę niedzielną, studium biblijne, spotkania dla młodzieży i studentów oraz inne spotkania w ciągu całego tygodnia. Działalność prowadzona jest zarówno w języku angielskim, jak i maltańskim.